# Schul-Synagoge (Warschau)

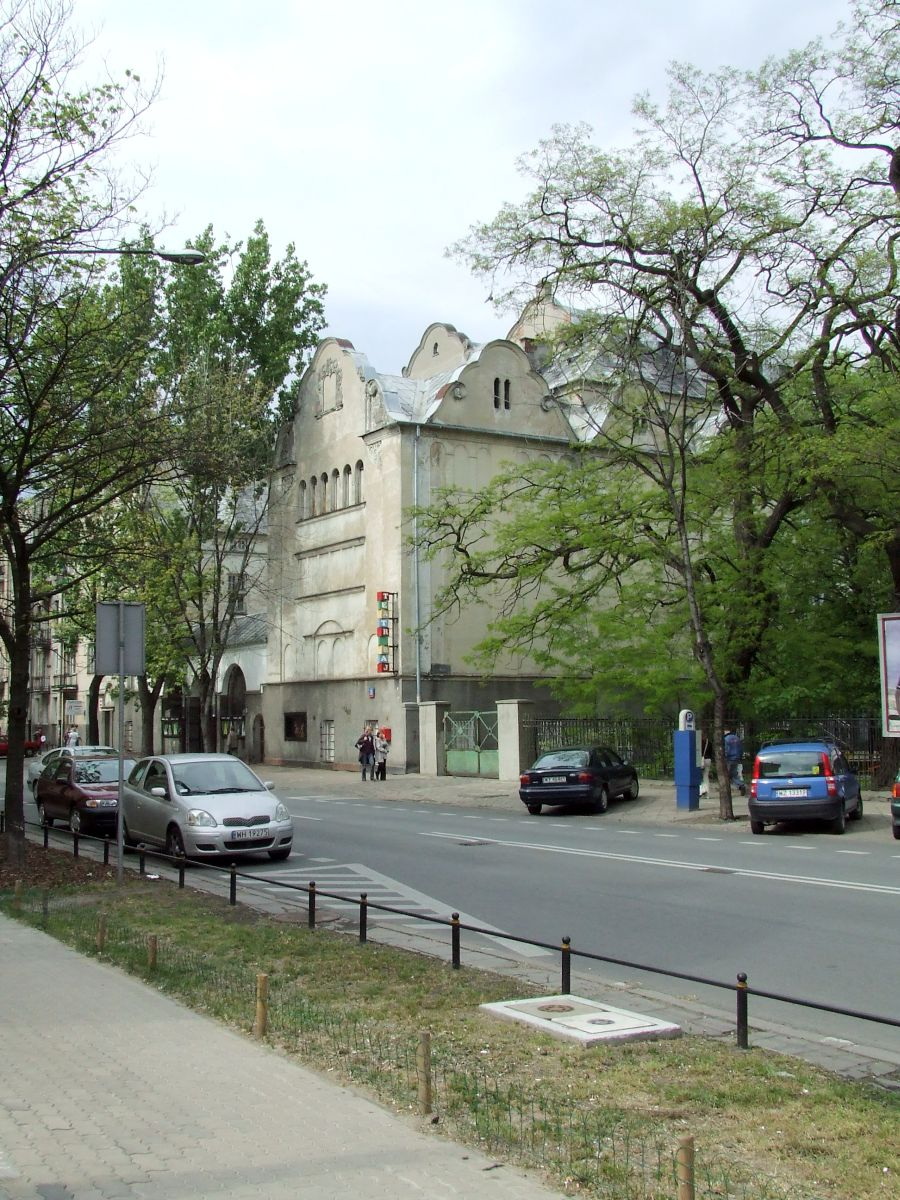
Das ehemalige Schulgebäude, in dem sich die Synagoge befand

Die Schul-Synagoge von Warschau war die Synagoge der jüdischen Schule der Warschauer Juden.

## Geschichte
Die Synagoge befand sich in einem Schulgebäude der jüdischen Gemeinde in der Ulica Jagiellońska 28 in Warschau. Das Gebäude wurde im Auftrag des jüdischen Gemeindevorstehers Michał Bergson (1831–1919), dem Sohn des Ber Sonnenberg und Enkelsohn von Szmul Zbytkower, in den Jahren 1911 bis 1914 nach Plänen der jüdischen Architekten Henryk Stifelman (1871–1938) und Stanisław Weiss (1871–1917) errichtet. Die Synagoge wurde während der Deutschen Besatzungszeit in Polen am 15. Mai 1943 stark beschädigt.
Bis 1940 beherbergte das Schulgebäude ein Waisenhaus und eine Kinderschule. Nach dem Krieg wurde der beschädigte Synagogenraum in einen Theatersaal umgewandelt. Hier wurden Aufführungen des Jüdischen Theaters gegeben. Seit 1953 befindet sich in den Räumlichkeiten der Sitz des vielfach ausgezeichneten Warschauer Baj-Theaters.